# A Breath Before Surfacing
A Breath Before Surfacing war eine US-amerikanische Deathcore-Band aus Tucson, Arizona, die im Jahr 2006 gegründet wurde und sich 2009 wieder trennte.

## Geschichte
Die Band wurde im Jahr 2006 von Sänger Dustin Curtis, Gitarrist Scott Whisenant und Schlagzeuger Trevor Gunning gegründet. Im Folgejahr nahm die Band ihr erstes Demo auf. Dadurch erreichten sie einen Vertrag bei Mediaskare Records. Außerdem kam Gitarrist Jacob Green zur Band. Mit Produzent Zack Ohren (All Shall Perish, As Blood Runs Black) begab sich die Band ins Studio. Im Sommer 2008 wurde das erste und einzige Album Death is Swallowed in Victory über das Label veröffentlicht. Infolgedessen hielt die Band eine Tour, die jedoch durch den Ausstieg von Jacob Green abgebrochen wurde. Im Jahr 2009 löste sich die Band auf.

## Stil
Die Band spielt technisch anspruchsvollen Deathcore, wobei sie dabei mit Job for a Cowboy verglichen werden. Besonders charakteristisch sind dabei die abwechselnd hoch und tief verwendeten Shouts.

## Diskografie
- Demo 2007 (Demo, 2007, Eigenveröffentlichung)
- Death is Swallowed in Victory (Album, 2008, Mediaskare Records)